# Транкман, Николай Михайлович
Николай Михайлович Транкман (эст. Nikolai Trankmann; 1 января 1896, д. Домашово — 16 февраля 1990, Таллин) — офицер: Российской империи (прапорщик), затем Эстонской республики (капитан) и СССР (полковник).
Участник Эстонской освободительной войны. В 1937 году передал разведке СССР планы оборонительных укреплений Нарвы и был на 20 лет осуждён за госизмену. В Великую Отечественную войну — командир ряда эстонских соединений Красной Армии.

## Биография
Родился в 1896 году в деревне Домашово Ямбургского уезда Санкт-Петербургской губернии Российской империи.
В 1917 году окончил школу прапорщиков.
В 1918 году во время Гражданской войны в России принимал участие в Эстонской освободительной войне, служил в 5-м пехотном полку Армии обороны Эстонии под командованием Николая Реэка.
В феврале 1919 года за дезертирство был приговорён к 10 годам заключения с разжалованием, но вступление приговора в силу было отложено до окончания войны, вскоре был прощён за образцовую службы — ликвидацию опасного прорыва противника в августе 1919 года, за что в 1925 году был награждён Крестом Свободы II класса 3-й степени. Продолжая служить в апреле 1920 года произведён в унтер-лейтенанты, в 1923 году в лейтенанты.
В 1924 году переведён в инженерный батальон, в 1929 году произведён в капитаны.
В 1930-е годы был начальником участка работ на строительстве укреплений на западном берегу реки Нарвы (Линии Лайдонера).
Проблемы сопровождали Транкмана. Его семь раз привлекали к дисциплинарной ответственности и дважды наказывали по суду. Из-за пьяного пения, самовольного ухода из армии, игры по ночам в карты и неуплаты долгов.
В апреле 1938 года был осужден и приговорён к 20 годам заключения за госизмену: начиная с 1934 года передавал разведке СССР планы нарвских укреплений. Причиной этого поступка послужили долги в карточных играх. Все обвинения Транкман отрицал.
В июне 1940 году после Июньского переворота был освобожден из тюрьмы.
С июня 1940 года — сотрудник информационного управления НКВД, был председателем комитета по национализации промышленных и торговых предприятий Вирумаа в Нарве.
В июне 1941 года после нападения Германии на Советский Союз добровольно вступил в Нарвский истребительный батальон.
С 1 июля 1941 года — командир 1-го батальона Нарвского рабочего полка, вскоре стал начальником штаба этого полка.
Полк до октября 1941 года вёл бои по обороне Ленинграда, после чего был передан для пополнения 8-го Эстонского стрелкового корпуса РККА.
С начала 1942 года — командир отдельного противотанкового дивизиона 249-й Эстонской стрелковой дивизии. Член ВКП(б) с 1942 года.

С августа 1941 по май 1942 года т. Транкман находился на Ленинградском фронте.

Волевой и решительный командир. Неоднократно отбивал яростные атаки фашистских танков умелым сочетанием и расположением средств ПТО.— наградной лист на Орден Красной Звезды, за подписью командира 249-й сд полковника А-А. И. Саусельга
С 3 октября 1943 по 8 февраля 1945 года — командир 27-го стрелкового полка 7-й стрелковой Эстонской Таллинской дивизии, в одно время был и. о. начальника штаба дивизии.
Неоднократно своими решительными действиями обеспечивал победу в боях, его полк первым форсировал реку Эмайыги.

Полковник Транкман умело руководил своим полком при форсировании реки Эмайыги, а также в дальнейшем преследовании и разгроме противника на территории Советской Эстонии.— наградного листа на Орден Красного Знамени, за подписью командира 7-й сд. полковника К. А. Алликаса, 22 сентября 1944
В июле 1946 года вышел в отставку в звании гвардии полковника.
После войны был председателем колхоза, затем работал начальником Управления колохозов в Васкнарва.
Умер в 1990 году в Таллине, похоронен на Лесном кладбище.

## Личная жизнь
С 1925 года был женат на балерине Надежде Ивановне Цыганковой-Таарна, дочь — актриса и театровед Инна Таарна.

## Мемуары
- Транкман Н. М. На Нарвском перешейке // Таллин в огне: сборник статей / сост. Т. Зубов. — Таллин: Ээсти раамат, 1971. — 449 с. — С. 212—220.

## Награды
- Крест Свободы II класса 3-й степени (1925, за подвиг 1919 года)
- Орден Красной Звезды (26.11.1942)
- Медаль «За оборону Ленинграда» (22.12.1942)
- Орден Отечественной войны I степени (06.03.1943)
- Орден Красного Знамени (28.09.1944)
- Медаль «За победу над Германией» (09.05.1945)
- Орден Отечественной войны I степени (1985)